# کارل اسپن
کارل اسپن (به انگلیسی: Carl Espen) (زاده ۱۵ ژوئیه ۱۹۸۲) خواننده و ترانه سرا نروژی است.
او در مسابقه آواز یوروویژن ۲۰۱۴ نماینده نروژ بود.